# Transito di Mercurio da Marte
| Transiti di Mercurio da Marte | Transiti di Mercurio da Marte |
| ----------------------------- | ----------------------------- |
| 18 dicembre 2003, 19:39 UTC   |                               |
| 12 gennaio 2005, 19:04 UTC    |                               |
| 23 novembre 2005, 06:22 UTC   |                               |
| 10 maggio 2013, 04:30 UTC     |                               |
| 4 giugno 2014, 19 UTC         |                               |
| 15 aprile 2015, 16 UTC        |                               |
| 25 ottobre 2023, 18 UTC       |                               |
| 5 settembre 2024, 01 UTC      |                               |
| 26 gennaio 2034, 10 UTC       |                               |
| 21 febbraio 2035, 21 UTC      |                               |

Un transito di Mercurio viene osservato da Marte ogni qualvolta Mercurio si interpone fra il pianeta e il Sole, oscurandone una piccola parte del disco; durante un simile evento, un ipotetico osservatore su Marte potrebbe osservare Mercurio come un disco nero che attraversa il disco solare.
In occasione di questo fenomeno Marte appare, per un osservatore situato su Mercurio, uniformemente illuminato, trovandosi in una configurazione nota come opposizione.

## Osservazione del transito
Nessun transito di Mercurio da Marte è sinora stato osservato; i rover Spirit ed Opportunity avrebbero potuto osservare l'evento del 12 gennaio 2005, ma la risoluzione dell'unica fotocamera che poteva essere rivolta direttamente verso il Sole sarebbe stata di gran lunga troppo bassa. Gli stessi rover hanno osservato in diverse occasioni dei transiti di Deimos, grazie al fatto che il diametro angolare del satellite marziano supera di circa 20 volte quello apparente di Mercurio (appena 6.1").

## Periodicità dei transiti
I transiti di Mercurio da Marte sono più frequenti di quelli visibili dalla Terra, e si succedono al ritmo di diversi per decennio.
Il periodo sinodico Mercurio-Marte è pari a 100,8882 giorni, come si ricava dalla formula
{\displaystyle {\frac {1}{{\frac {1}{P}}-{\frac {1}{Q}}}}}
dove P è il periodo orbitale di Mercurio (89,968435 giorni), e Q quello di Marte (686,98 giorni).
L'inclinazione dell'orbita di Mercurio rispetto all'eclittica di Marte è pari a 5,16° (per confronto, l'inclinazione rispetto all'eclittica terrestre, detta semplicemente eclittica, è di 7,00°).